# Ilídio Pinho
Ilídio da Costa Leite de Pinho GCIH • GCM • ComMAI • CvNSC • CvGDM (Vale de Cambra, 19 de Dezembro de 1938) é um empresário português.

## Biografia
Filho de Arlindo Soares de Pinho (Lordelo, Vila Chã, Macieira de Cambra, 17 de Maio de 1910 – Mafamude, Vila Nova de Gaia, 27 de fevereiro de 2000), filho de pai incógnito e oriundo de uma família pobre que se lançou num negócio de oficinas durante a Segunda Guerra Mundial, que mais tarde se transformaria na Arsopi, e de sua esposa Maria da Assunção da Costa Leite (Lordelo, Vila Chã, Macieira de Cambra, 2 de janeiro de 1908 – Vila Chã, Codal e Vila Cova de Perrinho, Vale de Cambra, 31 de Dezembro de 2014), descendente duma família estabelecida na indústria do leite. Casou com Maria Emília Resende Costa Pinho (1937-) e fruto deste relacionamento descenderam os filhos Ilídio Pedro da Costa Leite Pinho (1968-1990) e Daniela Sofia da Costa Leite de Pinho Gonçalves (1966-).  
Desde jovem se emancipou da família ao nível dos negócios, fundando a COLEP, acrónimo de Costa Leite Pinho, em 1963, que se dedica à produção de embalagens metálicas, com sede na sua terra natal, sendo considerada a maior empresa europeia no seu setor. 
Diplomou-se no antigo Instituto Industrial do Porto, hoje ISEP (Instituto Superior de Engenharia do Porto do Instituto Politécnico do Porto), em 1964, com 16 valores, no curso de Eletrotecnia e Máquinas.
Realizou os seus estágios de curso na SMOL - Fábrica de Tornos Eléctricos e na RABOR - Fábrica de Motores Eléctricos em Ovar, bem como na CUF - Companhia União Fabril, no Barreiro. 
Como empregos laborou na Fábrica Oliva, Vicaima e Arlindo Soares de Pinho. 
Ao longo dos anos foi participando em várias atividades diferenciadas e internacionais, que passaram por bancos, companhias de seguros, gás, navegação, cabos elétricos, metalomecânica, laticínios, entre outros, o que fez dele um dos empresários mais destacados em Portugal. É também um dos homens mais relevantes no sentido de utilidade e dedicação à causa pública.
É Presidente do Conselho de Administração das empresas do Grupo Ilídio Pinho, assim como, do Conselho de Administração e do Conselho Superior da Fundação Ilídio Pinho, membro do conselho de curadores da Universidade de Aveiro e membro do Conselho Geral e de Supervisão da Energias de Portugal.

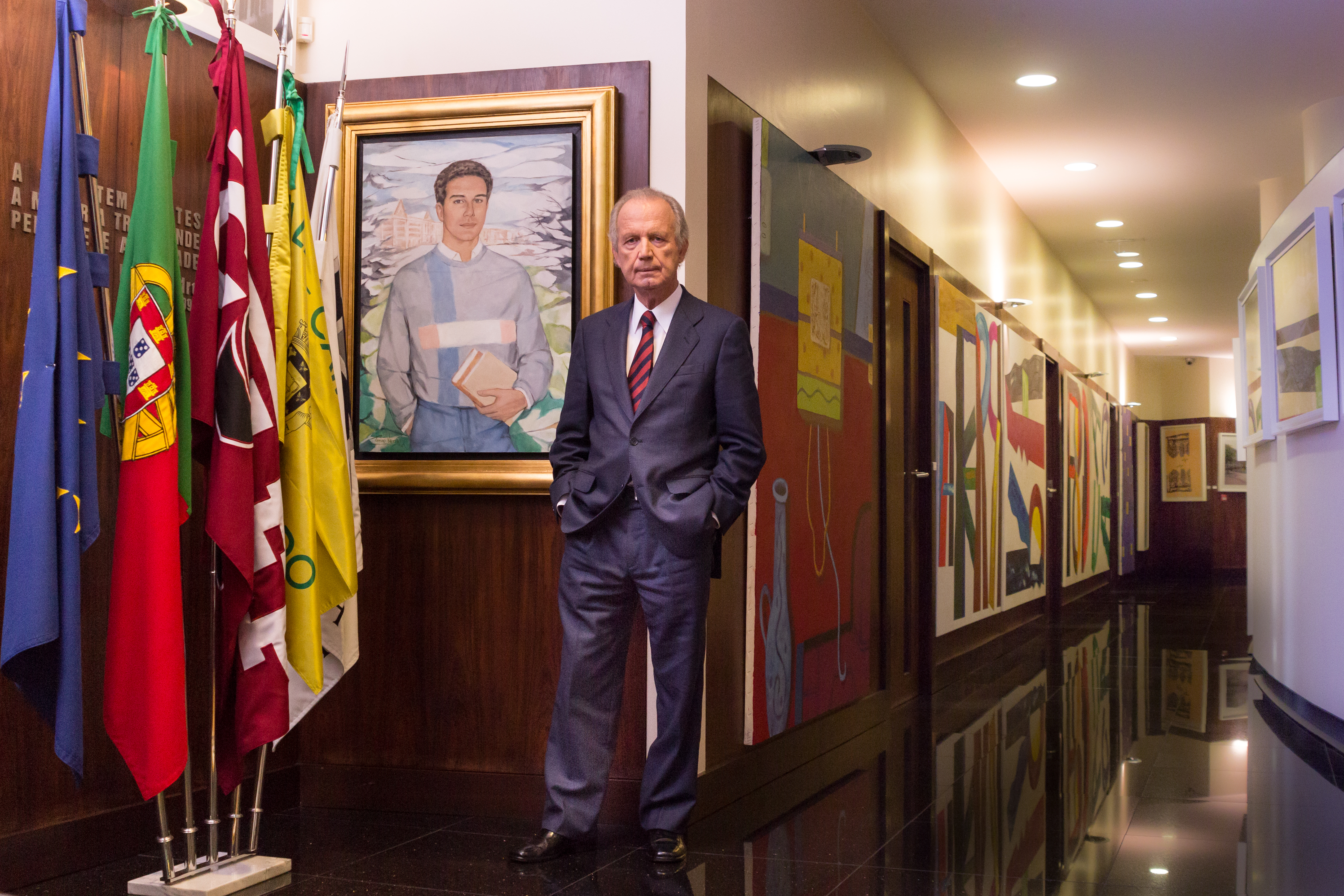
Ilídio Pinho, junto à obra de Pedro Leitão, in memoriam de Ilídio Pedro

## Menções, Homenagens e Cargos Honoríficos

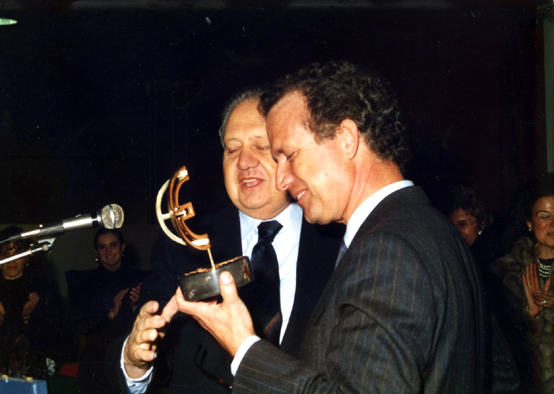
Mário Soares e Ilídio Pinho

Comendador da Ordem Civil do Mérito Agrícola e Industrial - Classe Industrial, 15 de Julho de 1987

Grã-Cruz da Ordem do Mérito, 9 de Junho de 1995

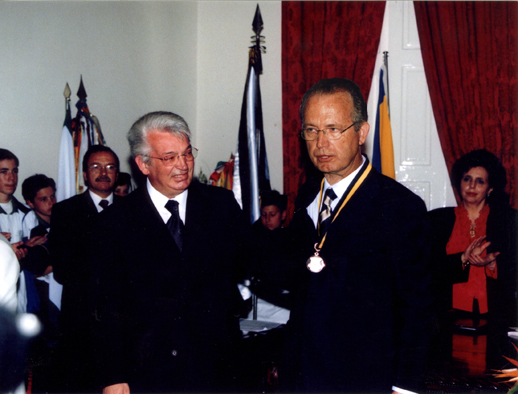
Dr. António Fonseca, Presidente da Câmara Municipal e Ilídio Pinho na entrega da Medalha de Ouro e Título de Cidadão Honorário de Vale de Cambra, em 1999

Irmão Benemérito da Santa Casa da Misericórdia de Vale de Cambra

Sócio Honorário da Associação Industrial Portuense

Membro Honorário do Conselho de Fundadores da Fundação de Terras de Santa Maria da Feira

Louvores da Assembleia Municipal de Vale de Cambra em 1980, 1981, 1995 e 1997

Vogal da Chancelaria das Ordens Honoríficas para a Área Industrial entre 1986 e 1995 (Mandatos do Presidente da República Mário Soares)

Louvor da Assembleia de Freguesia de S. Pedro de Castelões -Vale de Cambra, em 1997

Homenagem da Vila de S. Pedro de Castelões, em 1997

Freguesias do Concelho de Vale de Cambra: S. Pedro de Castelões, Macieira de Cambra, Junqueira, Vila Chã e Rôge – oferta de uma Salva de Prata em agradecimento de apoios prestados, em 1998

Vogal da Chancelaria das Ordens Honoríficas para a Área Industrial, entre 1996 e 1999 (Mandato do Presidente da República Jorge Sampaio)

Medalha de Ouro e título de Cidadão Honorário de Vale de Cambra, em 1999

Avenida da principal entrada da cidade de Vale de Cambra "Engenheiro Ilídio Pinho", em 1999

Sócio Honorário do Grupo Etnográfico de S. Pedro de Castelões, de Vale de Cambra, em 2000

Membro Honorário do Clube Universitário da Católica

Atribuição do Auditório Ilídio Pinho na Universidade Católica Portuguesa - Centro Regional do Porto, em 2001

Agraciado com Medalha de Ouro e título de “Benemérito da Universidade” pela Universidade Católica Portuguesa –  Porto, em 1 de Fevereiro de 2002

Homenageado com descerramento de um busto no lugar de Merlães, Vale de Cambra, em 2002

Homenageado com descerramento de uma lápide pela freguesia de Cepelos, lugar de Merlães, Vale de Cambra, em 5 de Outubro de 2002

Sócio Benemérito da Associação dos Bombeiros Voluntários de Vale de Cambra, em 2002

Crachá de Ouro da Liga dos Bombeiros Portugueses - Bombeiros Voluntários de Vale de Cambra em 2002

Homenageado pelo IAPMEI Empresário 2005, na Empreenda´05 – 1ª Feira de Ideias e Financiamento - FIL Lisboa, a 27 de Abril de 2005

Atribuição do nome "Comendador Ilídio Pinho" ao pavilhão do quartel da Associação Humanitária dos Bombeiros Voluntários de Vale de Cambra, em 2015

Homenageado pelo Agrupamento de Escolas de Arouca, com a Inauguração do Laboratório de Ciência "Eng.º Ilídio Pinho", como gratidão pelos apoios concedidos, em 2018 

Homenageado pela Atlântico Business School, Escola Superior de Negócios Atlântico, atribuindo o nome de "Eng.º Ilídio Pinho" a uma das Salas de Estudo

Distinção pela Deloitte Portugal, na 32ª edição dos Investor Relations & Governance Awards, com o Lifetime Achievement Award, a 19 de Setembro de 2019

Doutoramento Honoris Causa pela Universidade de Aveiro, 16 de Outubro de 2019

Voto de Louvor e Congratulação pela Câmara Municipal de Vale de Cambra, por unanimidade, pelo título Doutor Honoris Causa conferido pela Universidade de Aveiro, a 19 de Novembro de 2019

Condecorado pelo Governo de Portugal, por despacho da Ministra da Cultura, Graça Fonseca, com a atribuição da Medalha de Mérito Cultural, a 15 de junho de 2021

Distinção pela Câmara Municipal do Porto com a atribuição da Medalha Municipal de Mérito - Grau Ouro, a 9 de julho de 2021

Grã-Cruz da Ordem do Infante D. Henrique, 7 de maio de 2025

## Cargos em Organismos de Estado
1. Administrador do ICEP - Instituto do Comércio Externo de Portugal, entre 1986 e 1991, em representação da Indústria Nacional

## Administração Autárquica
1. Presidente da Câmara Municipal de Vale de Cambra, entre 1979 e 1983
2. Presidente da Assembleia Municipal de Vale de Cambra, entre 1993 e 1997

## Desenvolvimento Político
1. Membro da Comissão Nacional de Honra de apoio às candidaturas à Presidência da República dos Senhores General Soares Carneiro e Doutor Mário Soares, em 1981 e 1986, respetivamente
2. Mandatário pelo Distrito de Aveiro à candidatura de Sua Excelência o Senhor Presidente da República, Doutor Mário Soares, em 1991
3. Membro da Comissão nomeada para elaboração do Programa Económico do PSD na candidatura do Senhor Dr. Fernando Nogueira às Eleições Parlamentares de 1995
4. Mandatário pelo Distrito de Aveiro à candidatura à Presidência da República do Excelentíssimo Senhor Doutor Jorge Sampaio, em 1996
5. Mandatário pelo Distrito de Aveiro à candidatura à Presidência da República do Excelentíssimo Senhor Doutor Mário Soares, em 2006
6. Membro da Comissão Nacional de Honra de apoio à candidatura às Eleições Presidenciais do Senhor Professor Aníbal Cavaco Silva, em 2011

Viagens de Estado
- Acompanhou os Presidentes da República, Doutor Mário Soares e Doutor Jorge Sampaio em inúmeras deslocações ao estrangeiro, assim como com os Primeiros-Ministros Doutor Francisco Pinto Balsemão, Professor Aníbal Cavaco Silva, Eng.º António Guterres e Doutor José Manuel Durão Barroso

## Funções Desempenhadas
Durante vários anos a experiência e a cultura empreendedora de Ilídio Pinho incentivaram-no por sentimento patriótico a aliar-se à utilidade pública, beneficiando o seu país nas mais diversas áreas de atuação. A sua energia enquanto empresário foi determinante para assumir diversas funções, tais como: 
Atividades Empresariais: 

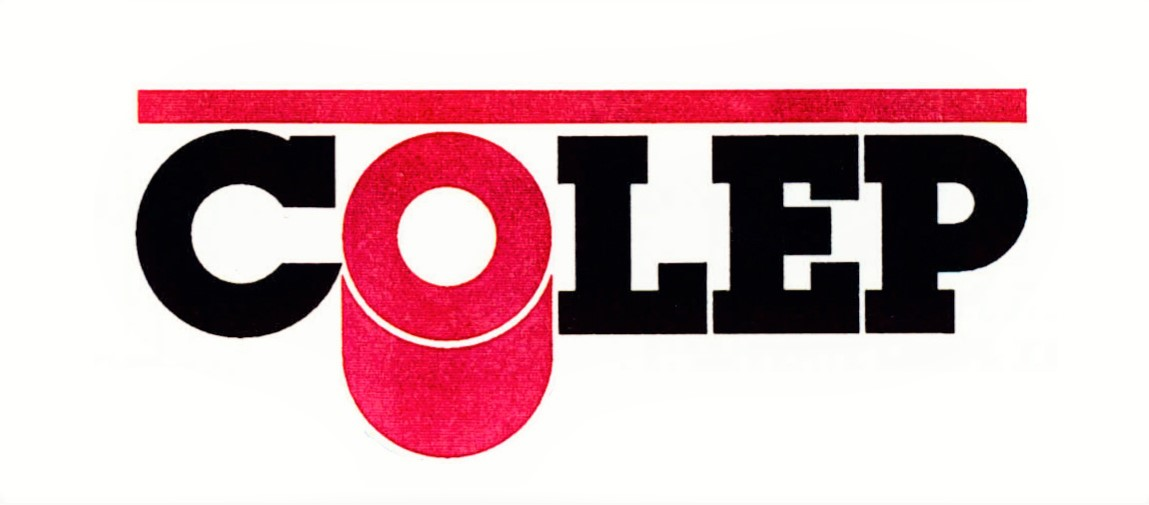

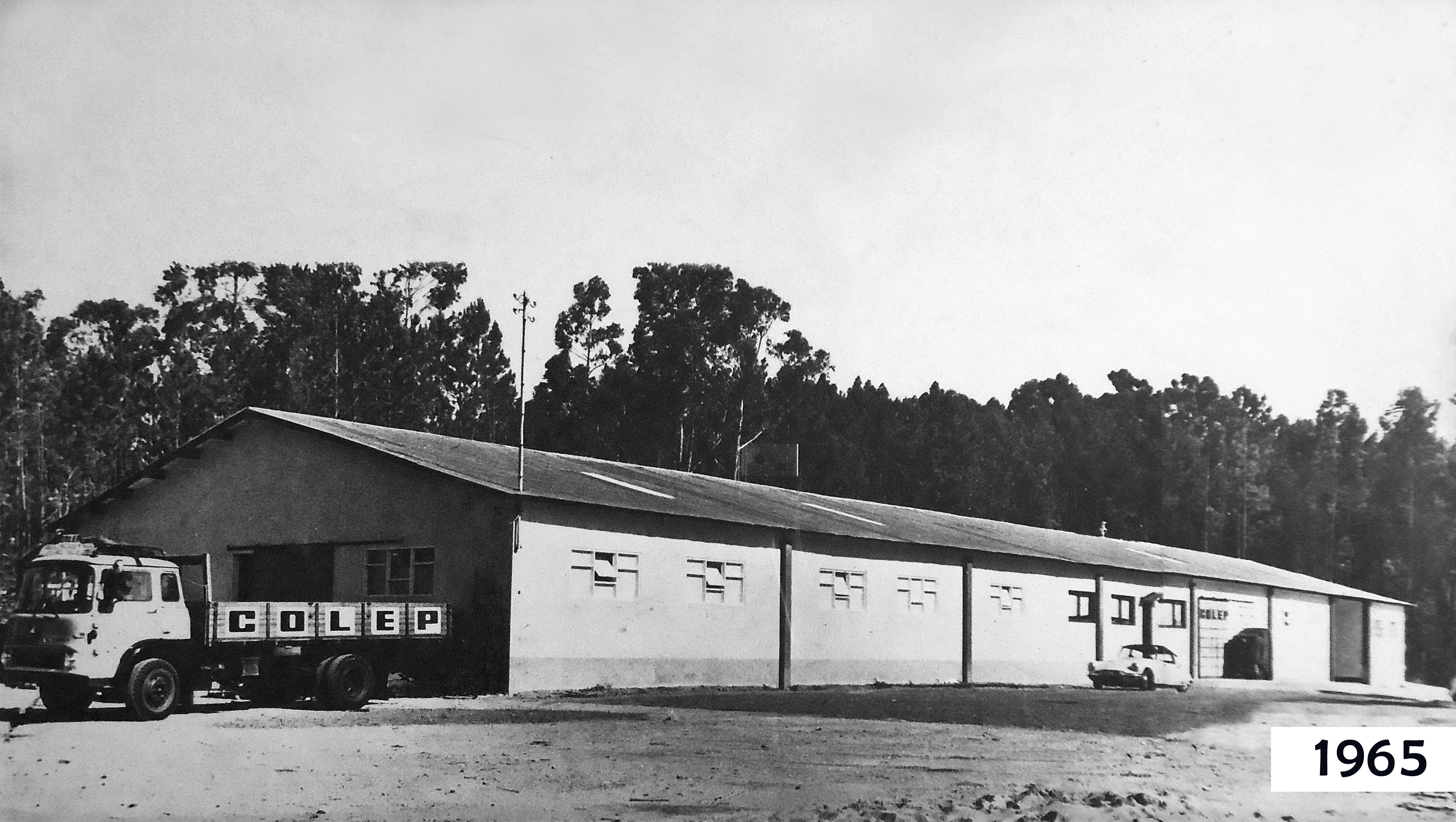
Ilídio da Costa Leite de Pinho,
COLEP Portugal, Vale de Cambra, 1965

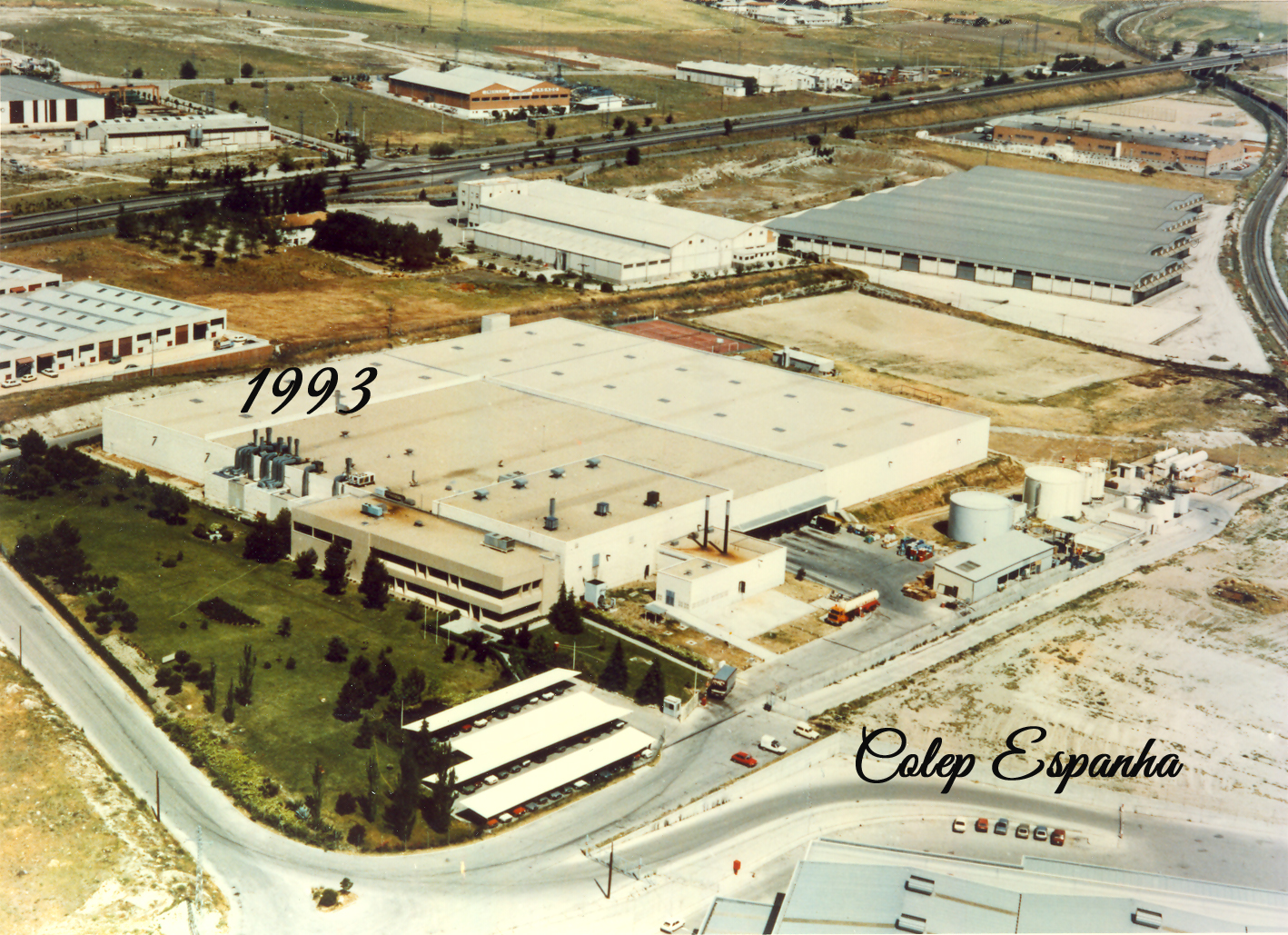
COLEP Espanha, Madrid, 1993

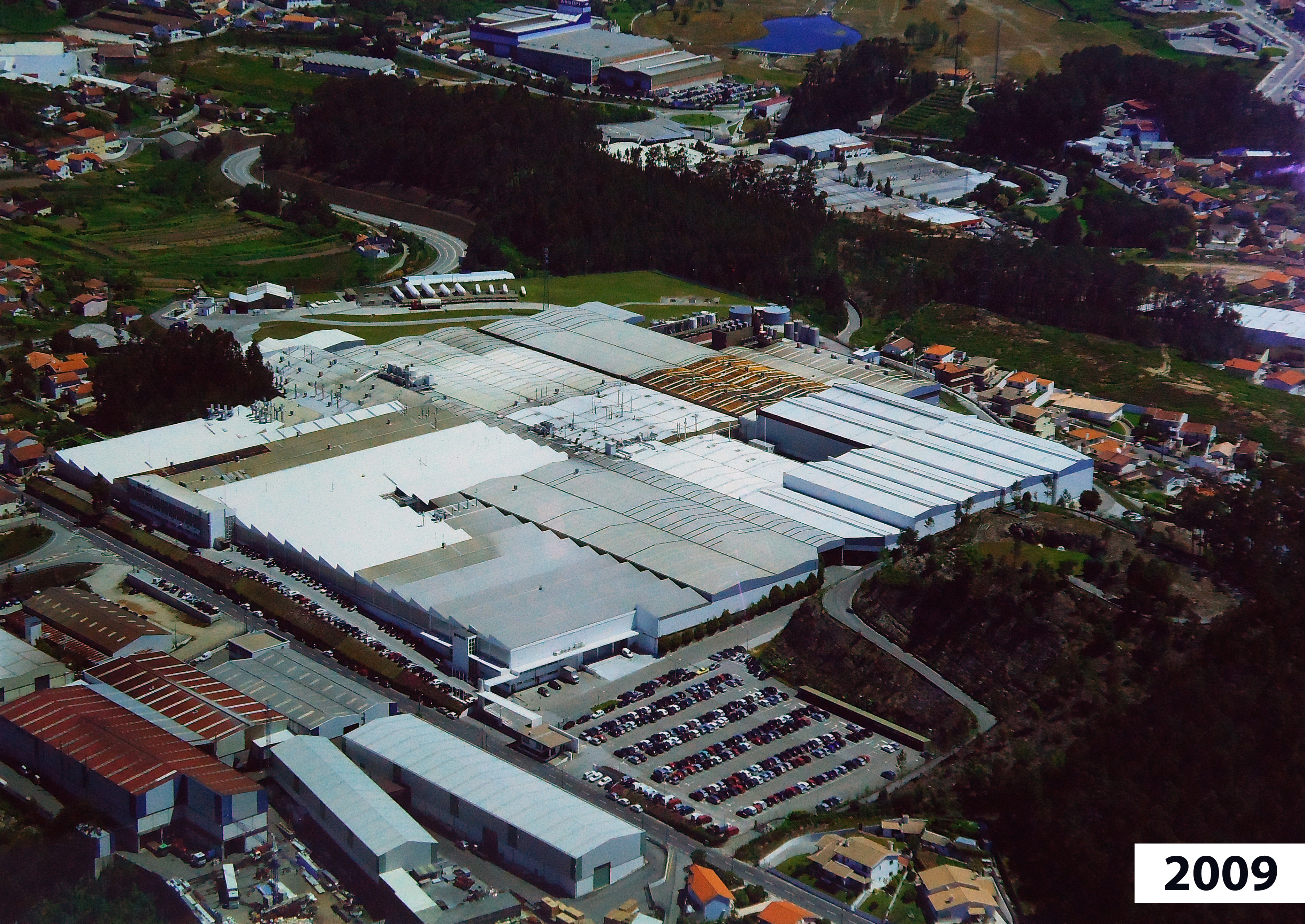
COLEP Portugal, Vale de Cambra, 2009

Fundador, Presidente ou Membro Relevante do Conselho de Administração:
1. COLEP PORTUGAL - Embalagens, Produtos, Enchimentos e Equipamentos, S.A. -  Sede em Vale de Cambra
2. COLEP ESPAÑA, S.A. -  Sede em Madrid - Espanhan
3. COLEP/VULCANO - Companhia Portuguesa de Equipamentos Industriais, S.A. - Sede em Matosinhos
4. COLEP/INDÚSTRIAS-Sociedade Gestora de Participações Sociais, S.A. - Sede em Vale de Cambra
5. CMB/COLEP-Embalagens, S.A. - Sede em Ovar
6. COLEP/IMOBILIÁRIA - Sociedade de Gestão de Participações Sociais, S.A. - Sede em Vale de Cambra
7. COLEP/TRADING - Comércio Internacional, LDA - Sede em Lisboa
8. COLEPINOVA - Sociedade de Capital de Risco, S.A. - Sede em Vale de Cambra
9. IP TUR - Empreendimentos Imobiliários, S.A. - Sede em Vale de Cambra
10. NACIONALGÁS - Empresa de Transporte e Distribuição de Gás, S.A. - Sede em Lisboa
11. LUSITÂNIAGÁS - Companhia de Gás do Centro, S.A. - Sede em Aveiro
12. EGA - Empresa de Gás de Aveiro - Sede em Aveiro
13. EGL-Empresa de Gás de Leiria, S.A.- Sede em Leiria
14. EMPORGÁS-Empresa Portuguesa de Gás, LDA - Sede no Porto
15. EDISOFT - Empresa de Desenvolvimento de Software, S.A. (em associação com a TAP) - Sede em Lisboa
16. TRANSINSULAR - Transportes Marítimos Insulares, S.A.
17. MEGASIS - Sociedade de Serviços e Engenharia Informática, S.A. (em associação com a PHILIPS)
18. NUNES RODRIGUES & Cª, LDA – Indústria de Lacticínios
19. SITAPE - Indústria Metalúrgica, S.A. – Moldes para Plásticos
20. PEDRAL - Pedreiras do Crasto de Cambra, S.A.
21. CABELTE - Cabos Eléctricos e Telefónicos, S.A.
22. SOLIDAL - Condutores Eléctricos, S.A.
23. SOLIKAP - Acessórios Eléctricos, S.A.
24. LITARTE - Litografia Artística, LDA

Atividades Financeiras:

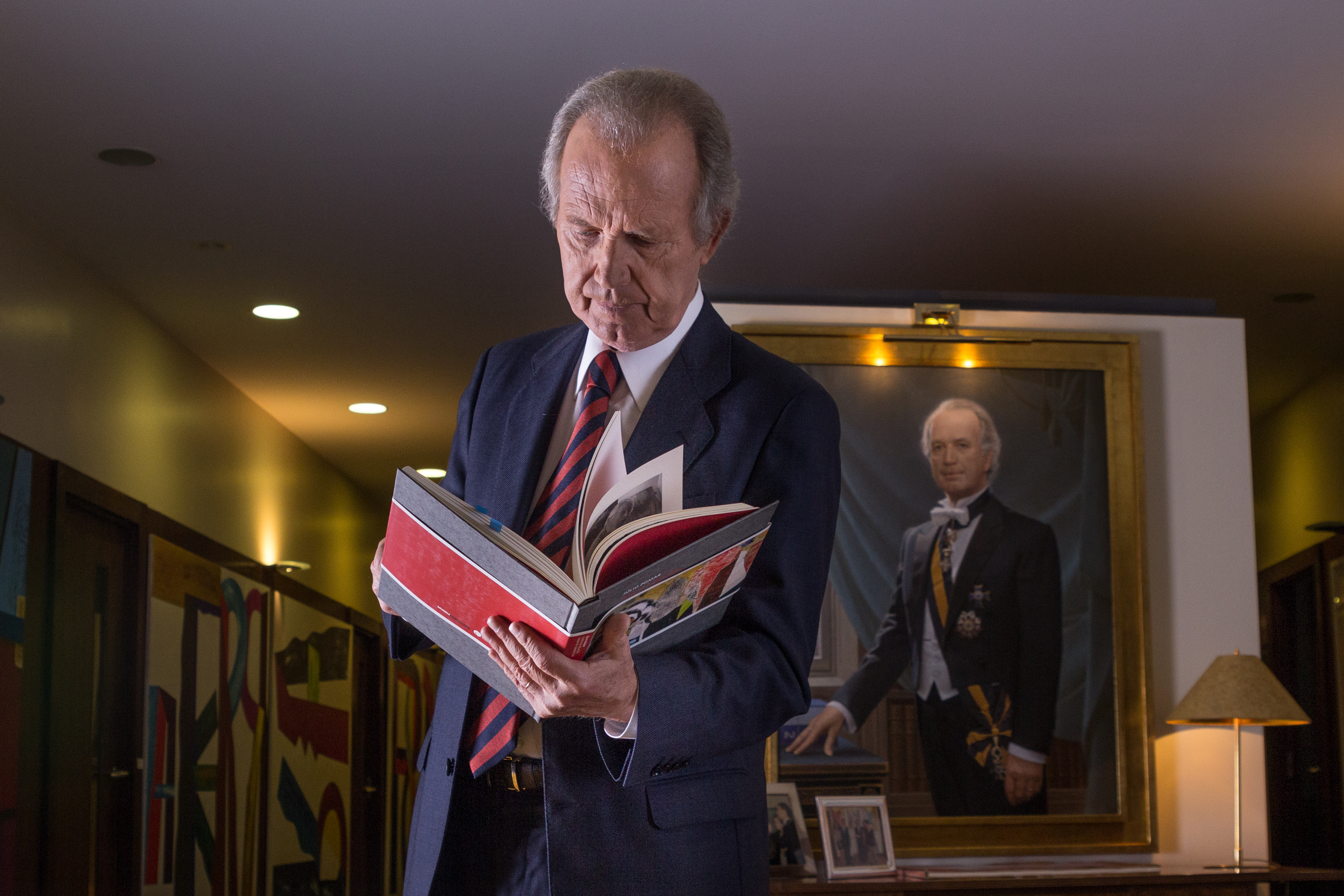

Acionista, Fundador, Promotor e/ou Membro dos Órgãos Sociais
1. Banco de Investimento Global, S.A. - Fundador
2. Banco Comercial Português, S.A. -  Promotor e Membro do Conselho de Acionistas
3. CISF - Companhia de Investimentos e Serviços Financeiros, S.A. - Promotor e Membro do Conselho de Acionistas e da Mesa da Assembleia Geral
4. OCIDENTAL - Companhia Portuguesa de Seguros, S.A. - Membro do Conselho de Acionistas
5. OCIDENTAL - VIDA - Companhia Portuguesa de Seguros de Vida, S.A. -  Membro do Conselho de Acionistas
6. LUSITÂNIA - Companhia de Seguros, S.A. -  Acionista Fundador
7. LUSITÂNIA-VIDA - Companhia de Seguros de Vida, S.A. - Acionista Fundador
8. BNI - Banco Nacional de Investimento, S.A. - Fundador, Acionista maioritário e Presidente do Conselho de Administração
9. BANCO MELLO DE INVESTIMENTOS, S.A. - Membro Executivo do Conselho de Administração
10. BANCO MELLO COMERCIAL, S.A. - Presidente do Conselho de Acionistas
11. GLOBAL - Companhia de Seguros, S.A. -  Fundador,  Presidente do Conselho de Acionistas e da Comissão de Vencimentos

Associações Empresariais:
1. Presidente de Mesa da Assembleia Geral da ANIEM - Associação Nacional dos Industriais de Embalagens Metálicas
2. Presidente do Conselho Fiscal da APA - Associação Portuguesa de Aerossóis
3. Presidente do Conselho Fiscal da AIDA - Associação Industrial do Distrito de Aveiro - 1978-1990
4. Diretor da Associação Industrial Portuense no triénio 1984-1987 (mandato em que foi iniciada a construção da Exponor)
5. Presidente da Mesa da Assembleia Geral da ACIC - Associação Comercial e Industrial de Vale de Cambra –1994/1995
6. Membro da Mesa da Assembleia Geral da AIP - Associação Industrial Portuense - 1992-1999
7. Membro do Conselho Consultivo da Associação Industrial Portuense
8. Vice-Presidente do Conselho de Administração da AEP - Associação Empresarial de Portugal
9. Membro do Conselho Geral da AEP - Associação Empresarial de Portugal – nos mandatos consecutivos de 1999 a 2008

Associações Internacionais:
1. Administrador da METALPACK GmbH, com sede em Öhringen - Alemanha – 1985-1994
2. Membro da “Trilateral Commission” – 1988-1996
3. Membro da IAA - International Aerosol Association
4. Membro do Forum Portugal Global, para a "Trilateral Commission"

Universidades/Institutos/Fundações/Ministérios:
1. Membro do Conselho Geral da Fundação Gomes Teixeira, para a relação com a Economia empresarial da Universidade do Porto - 1988/1991
2. Membro da Comissão Instaladora do Instituto de Design do Porto
3. Membro do Conselho Científico-Empresarial do Instituto Empresarial Portuense
4. Conselheiro da Universidade de Aveiro
5. Conselheiro do Instituto Sócrates para a Formação Contínua da Universidade Autónoma de Lisboa
6. Fundador Honorífico da Fundação Terras de Santa Maria da Feira e Presidente do Conselho de Fundadores do ISVOUGA -Instituto Superior de Entre Douro e Vouga
7. Presidente do Conselho de Administração do ISVOUGA -Instituto Superior de Entre Douro e Vouga
8. Membro do Senado da Universidade do Porto.
9. Membro do Conselho Geral da “Fundação Mário Soares”
10. Fundador e membro do Conselho de Fundadores da “Fundação de Serralves”
11. Membro da Comissão Administrativa do Centro Regional do Porto da Universidade Católica Portuguesa.
12. Membro do Conselho Consultivo do IESF - Instituto de Estudos Superiores Financeiros e Fiscais
13. Membro do Conselho Consultivo da Faculdade de Economia da Universidade do Porto
14. Membro do Conselho de Orientação Estratégica do projeto “ÁBACO” da Fundação para a Ciência e a Tecnologia
15. Membro da Comissão de Acompanhamento do Programa “NORTINOV” da Comissão de Coordenação da Região Norte
16. Membro da Comissão de Honra Distrital do Ano Europeu das Pessoas com Deficiência, a convite do Governador Civil do Porto
17. Membro da Associação ANET – Associação Nacional dos Engenheiros Técnicos – 2004
18. Associado Fundador do Instituto Português Corporate Governance – 2004
19. Membro do Conselho de Fundadores da Fundação Júlio Pomar - 2005
20. Membro Fundador da Liga dos Amigos do Hospital S. João – 2006
21. Membro do Júri do Prémio “Talentos na área Empresarial da Diáspora Portuguesa - 2006, 2007 e 2008” - promovido pelo Ministério dos Negócios Estrangeiros
22. Integrou a Comissão de Honra do Plano Nacional de Leitura do Ministério da Educação

Associações Culturais, de Ação Social, Religiosas, Desportivas e Outras:
1. Presidente da Assembleia Cultura, Desporto e Turismo de Vale de Cambra, entre 1971-1972
2. Patrocinador da orquestra “Nova Filarmonia Portuguesa”
3. Membro da Comissão de Honra das Campanhas Contra a Violência Urbana (1995) e Contra a Droga (1996)
4. Membro da Associação “Liga dos Amigos do Hospital Geral de Santo António” – 1996
5. Membro do Conselho Consultivo do Futebol Clube do Porto – Futebol, SAD
6. Membro da Comissão de Honra da III Bienal de Antiguidades da APA - Associação Portuguesa dos Antiquários – 1999
7. Cavaleiro de Graça e Devoção da Ordem Soberana e Militar Hospitalária de São João de Jerusalém, de Rodes e de Malta – 2009
8. Cavaleiro da Real Ordem Militar de Nossa Senhora da Conceição de Vila Viçosa – 2011
9. Entronizado Confrade de Honra da Confraria Nacional do Leite - 2018

Seminários:
1. Promotor e patrocinador das 1ªs Jornadas Internacionais Cientifico-Pedagógicas sobre Deficiência Auditiva em Portugal, realizadas em Vale de Cambra, em Março de 1984, e publicação das Atas, com a presença do Ministro da Educação, José Augusto Seabra ;
2. Promotor e patrocinador de jornadas internacionais sobre Disfunções Cerebrais, realizadas em Vale de Cambra em 1985, e publicação das Atas, com a presença do Ministro da Educação, João de Deus Pinheiro;
3. Participação ativa na criação de legislação de apoio escolar para a integração de crianças deficientes, entre 1980 e 1985;
4. Realizador do Seminário “A Grande Prioridade da Nova Política Industrial, a Valorização do Interior” levado a efeito em Vale de Cambra, em 12 de Abril de 1985, com a presença do Ministro da Indústria, José Veiga Simão e o Primeiro-Ministro, Doutor Mário Soares;
5. Palestrante no Encontro promovido pela Universidade Católica Portuguesa sobre o tema “A Gestão Empresarial” em Viseu, em 24 de Novembro de 1995;
6. Palestrante na comemoração do 50º aniversário do falecimento de Paul Harris, advogado americano fundador do movimento rotário, promovido pelo Rotary Club de Vale de Cambra, sobre o tema Gestão Empresarial e a Globalização, em Vale de Cambra, em 21 de Outubro de 1996;
7. Palestrante na Universidade de Aveiro “Gestão Empresarial - Ideia Chave para o Sucesso”, a 19 de Março de 1997;
8. Palestrante na Universidade Independente na Conferência “O Empresário”, em Lisboa, a 8 de Novembro de 1999;
9. Conferência na Universidade Católica Portuguesa “O Empresário”, no Porto, a 7 de Junho de 2000;
10. Palestrante no ISEP - Instituto Superior de Engenharia do Porto “O Ensino e a Formação na Economia do Futuro” no Porto, a 26 de Outubro de 2000;
11. Conferência na Fundação Dr. António Cupertino de Miranda "Para Onde Vai a Economia Portuguesa”, no Porto, a 30 de Março de 2001;
12. Palestrante no ISEP - Instituto Superior de Engenharia do Porto “A Matemática e a Indústria”, no Porto, a 7 de Maio de 2004;
13. Palestrante na ANET – Associação Nacional dos Engenheiros Técnicos no Congresso “Engenharia, Inovação e Desenvolvimento”, em Viseu, a 27 de Maio 2004;
14. Palestrante pelo IAPMEI no Empreenda 2005, na I Feira de Ideias e Financiamento, sobre o tema “Financiamento de Iniciativas de Valor Empresarial”, na FIL - Lisboa, a 27 de Abril de 2005;

## Obra biográfica

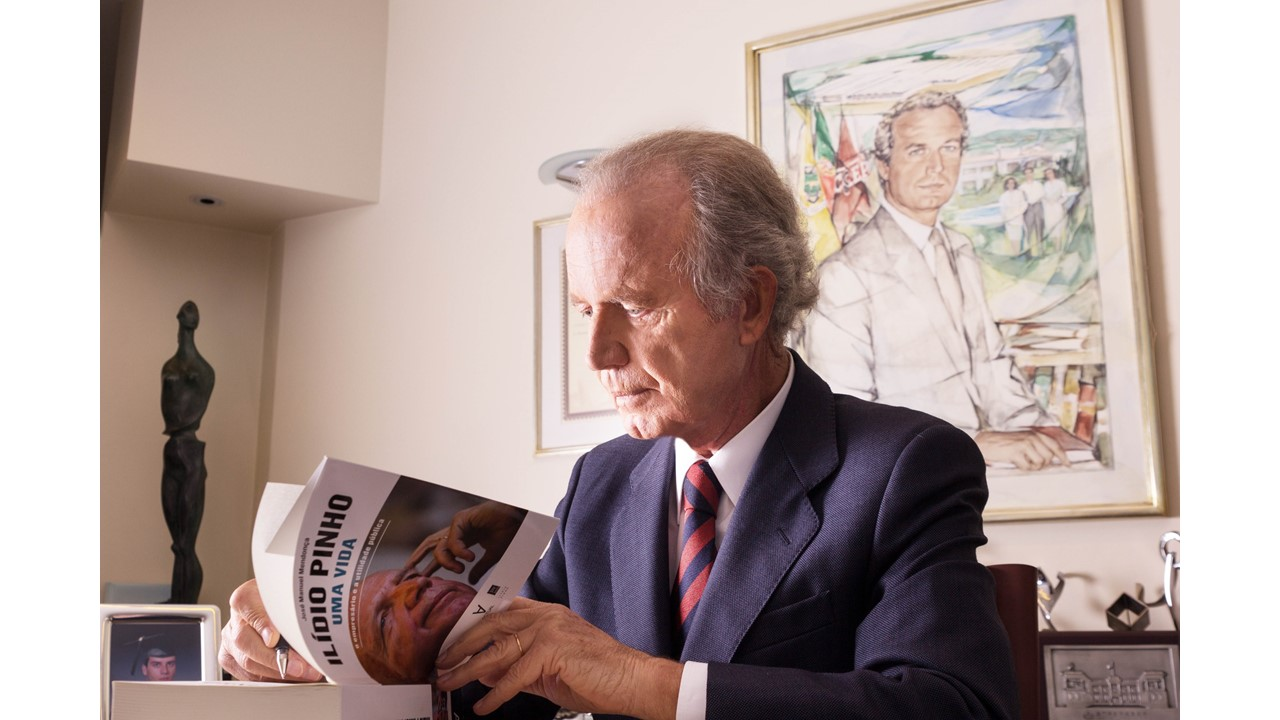
Ilídio Pinho a rubricar o livro "Ilídio Pinho. Uma vida"

Ilídio Pinho – Uma Vida: O Empresário e a Utilidade Pública pode ser lido como uma biografia, um livro de memórias, um retrato de uma época ou, preferivelmente, como a história de vida de um grande empresário que merece ser contada como exemplo maior de empreendedorismo. O criador do grupo COLEP ultrapassa-se, porém, na sua dimensão profissional e empresarial e revela-se neste livro como dirigente associativo, autarca, benemérito de exceção e humanista profundo ao serviço da causa pública. Ilídio Pinho surge como inspiração e voz para todos aqueles que valorizam um dinamismo inconformado e criador ao serviço da sociedade e da economia da sua terra e do seu País.
Por isso, este livro é um livro diferente e sob diferentes perspetivas. Em primeiro lugar, porque não é uma autobiografia, não é uma coletânea de memórias, não é um retrato de uma época, nem é um livro técnico para ensinar jovens universitários. Porém, não sendo nenhuma destas coisas é-o cada uma delas. Cada um pode lê-lo sobre a perspetiva que mais lhe interessar, sendo que as restantes ajudarão a melhor compreender a singular complexidade do personagem central, Ilídio Pinho, e o valor excecional que criou ao longo de um percurso, de uma história que merece a pena ser contada.
O livro teve a notável participação do Professor José Manuel Mendonça e é o resultado de um trabalho de recolha e pesquisa levado a cabo durante quase quatro anos, que beneficiou de inúmeros contributos e testemunhos na primeira pessoa, de documentos importantes e de um arquivo fotográfico muito relevante.  

## Fundação Ilídio Pinho

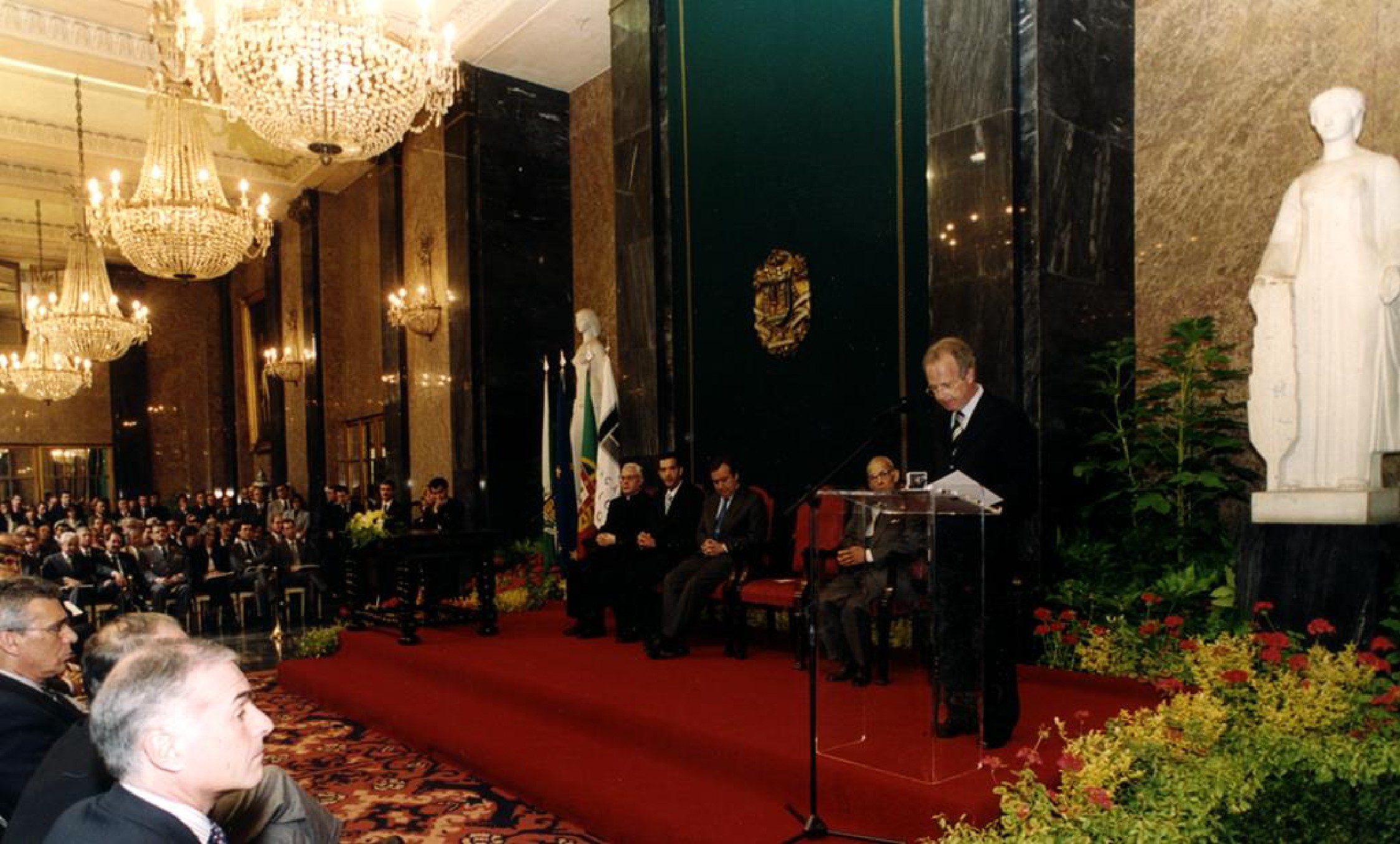
Ato de Escritura Pública da Fundação Ilídio Pinho, na Câmara Municipal do Porto, a 24 de Maio de 2000, com a presença do Primeiro Ministro Eng.º António Guterres

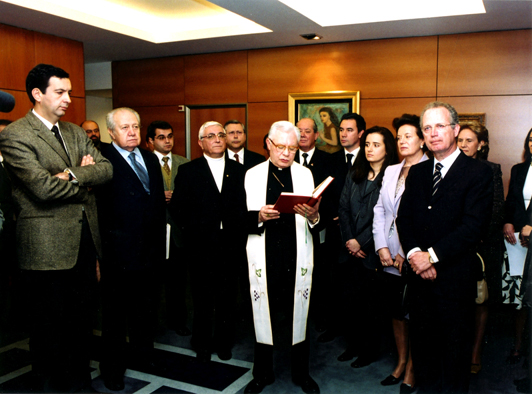
Inauguração da sede da Fundação Ilídio Pinho

Ilídio Pinho construiu o seu império empresarial com a intenção de, no futuro, o deixar para os seus descendentes.
Contudo, devido ao falecimento do seu filho, Ilídio Pedro, preparado para lhe suceder, uma nova abordagem de como passar o seu legado para o futuro teve que tomar forma. É nesta abordagem que é criada a Fundação Ilídio Pinho em 2000. 
Para Ilídio Pinho, a criação de uma fundação abria o caminho para oferecer ao país a sua energia, criatividade e iniciativa, mantendo, ao mesmo tempo viva a memória do seu filho, Ilídio Pedro, homenageando-o com esse projeto.
A escritura pública da fundação foi realizada na Câmara Municipal do Porto, no dia 24 de maio de 2000, com a presença do então Primeiro-Ministro, António Guterres, do então Presidente da Câmara Municipal do Porto, Nuno Cardoso, e de muitas personalidades nacionais e internacionais. 
Com um conselho robusto de personalidades de várias camadas sociais, a Fundação conseguiu beneficiar de uma vasta experiência de um think-tank único, que reunia personalidades como Mário Soares, João de Deus Pinheiro, Vítor Melícias, Valente de Oliveira, Tavares Moreira, José Lemos, António Borges, Júlio Pedrosa, Couto dos Santos, Eduardo Tracana, Horta Osório, José Manuel Mendonça, entre outros.
No dia 19 de fevereiro de 2001 foi inaugurada a sede da Fundação, no Porto, com a presença de Mário Soares, do Ministro da Ciência e Tecnologia, José Mariano Gago, que descerrou uma placa comemorativa, e do Bispo do Porto D. Armindo Lopes Coelho, que benzeu as instalações. Numa das intervenções da inauguração, Mariano Gago revelou a iniciativa única do fundador, que escolheu a ciência como objeto central.
A Fundação tem como missão a promoção da Ciência e da Tecnologia ao serviço do desenvolvimento e da humanização, afirmando os seguintes objetivos:
- Perpetuar as raízes empresariais do seu fundador;
- Promover a difusão da Ciência e do Conhecimento nas escolas;
- Contribuir para o reforço das relações entre as Escolas, as Universidades, os Centros de Inovação e as comunidades em que se inserem;
- Intervir e participar em processos de mudanças culturais, sociais e económicas desencadeadas pela Sociedade da Informação e pela Economia Digital.
- Promover ações que desenvolvam o conceito de cidadania.
- Potenciar as capacidades da diáspora portuguesa e da comunicação entre países lusófonos.

## Paixão pela arte
Ao longo dos anos, Ilídio Pinho tornou a sua sensibilidade para o design e espírito criativo numa paixão crescente pelas artes plásticas. Em convivência com os artistas nos seus ateliers, em galerias e museus, desenvolveu o seu conhecimento da arte em Portugal e no estrangeiro. Daí resultou a aquisição gradual e progressiva de obras de arte moderna, não como investimento para negócio, mas sim, numa admiração criativa com a qual vive em permanente descoberta, intitulada de Coleção Vivências. Equivale aqui dizer que a vivência da arte instala na origem da inteligência e da formação, um simbolismo próprio do que estas representam. 

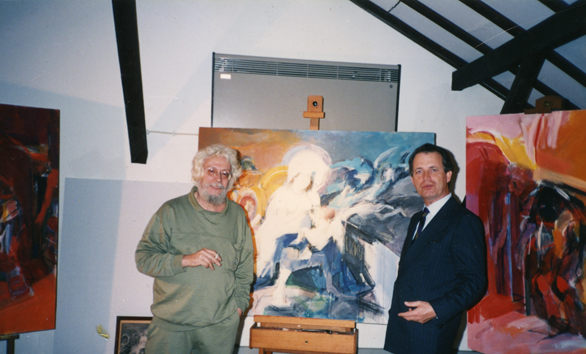
Ilídio Pinho no atelier do Mestre Júlio Pomar

Ilídio Pinho deu primazia à arte portuguesa, identidade essa que se relaciona com tudo o que faz e, por isso, revê-se nas obras de arte nacionais com sentimento e espírito de grande ligação, concretizando esta relação próxima, e mesmo de amizade, sempre que possível, com os autores.
A criação da Fundação Ilídio Pinho, ao dar início ao projeto Anamnese (através do levantamento da Arte Contemporânea de 1993 a 2003), apoiado pelo Conselho de Artes da Fundação, fez sonhar o seu fundador Ilídio com a continuidade da sua ligação às artes no período contemporâneo. Mas o seu objetivo de se rever na constituição de um espólio de arte contemporânea através da fundação, tornou-se mais amplo ao apoiar, exclusivamente, a formação de artistas portugueses. Esse apoio direto aos artistas esteve, assim, na génese da criação da coleção de arte contemporânea. O seu sonho tornou-se de interesse nacional, ao apoiar financeiramente projetos e ações que contribuíram para o desenvolvimento artístico dos autores, quer para a sua visibilidade nacional e internacional, quer para incorporar pontualmente esta seleção de obras de arte (como a edição de livros de autor, residências artísticas no estrangeiro ou a produção de obras, catálogos ou exposições).
Com a criação da Fundação Ilídio Pinho, o seu fundador entendeu que a ciência estaria também ao serviço das artes. Debatendo esse seu entendimento com o Conselho Superior da Fundação, concluiu-se que seria de interesse nacional a realização de um projeto que desse identidade às artes plásticas portuguesas, na sua relação estreita entre artistas e a cultura científica, entre 1993 e 2003. Assim, e também por decisão do Conselho Superior, ocorreu a intervenção da Fundação no apoio direto aos autores de arte contemporânea, constituindo um espólio de arte intitulado Coleção Sonhos.

## Anamnese

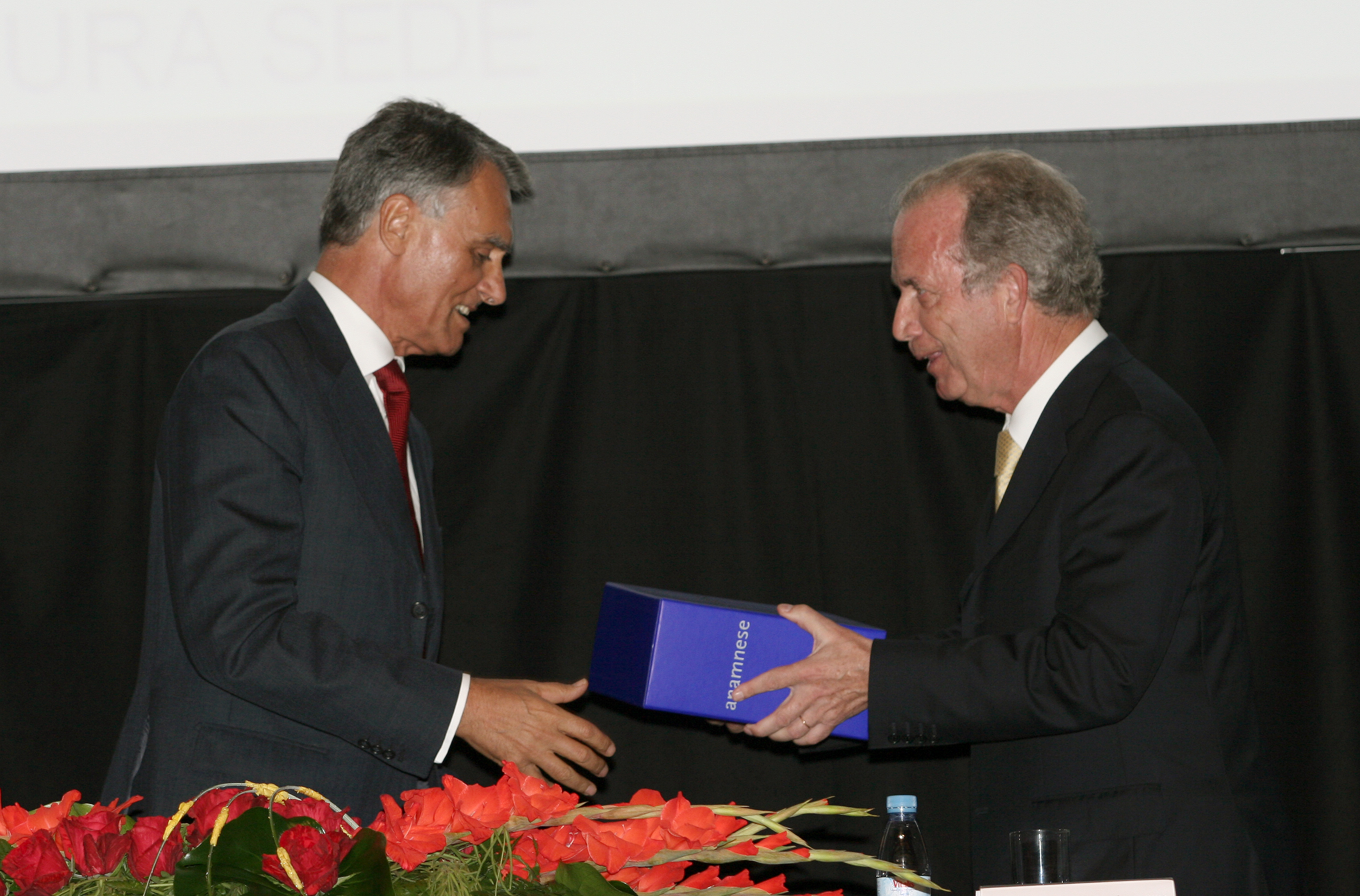
Cavaco Silva e Ilídio Pinho na cerimónia Anamnese

O projeto Anamnese consistiu na criação de uma plataforma de informação sobre as artes plásticas em Portugal e sobre a atividade dos artistas portugueses no contexto internacional na segunda metade do séc. XX, a partir de uma cronologia de eventos no período compreendido entre 1993 e 2003. O objetivo fundamental do projeto foi suprir a inexistência no nosso país de uma ferramenta de trabalho dirigida aos estudiosos e ao público em geral que conglomere a informação visual e escrita produzida pelos inúmeros indivíduos e instituições que ativamente desenharam o perfil de um contexto em franco desenvolvimento. De facto, com a densificação do quadro institucional dedicado à divulgação da arte contemporânea nos últimos anos, Portugal tem vindo a marcar uma posição que aponta para uma profissionalização crescente do setor, acompanhada por um impulso quantitativo e qualitativo positivo da própria criação artística que urge documentar.
Este projeto Anamnese desempenhou o papel de um mega-arquivo da atividade das instituições e dos artistas portugueses, onde o público poderá encontrar um acervo de informação cronologicamente ordenado. A mais-valia fundamental do projeto advém do facto de essa informação se encontrar dispersa, numa condição de difícil acesso e, em muitos casos, carecer de divulgação. No caso, o projeto Anamnese editou essa massa de informação enquadrando cada acontecimento com perspetivas múltiplas e diferenciadas.
Os mecanismos de classificação/problematização de um determinado evento são cada vez mais sofisticados e, nesse sentido, esta plataforma veio fazer justiça a uma crescente atenção pública nesta área. No entanto, enquanto produtores de dados, tanto os artistas como as próprias instituições acabam por frequentemente negligenciar momentos e sistemas de recolecção / sistematização / contextualização da sua atividade.
Dada a vontade de se estabelecer uma plataforma de informação profícua, inovadora e única neste contexto, optou-se propositadamente por uma solução que sustentou a informação produzida pelos vários agentes envolvidos na construção do "sistema das artes", com o objetivo de rentabilizar o esforço coletivo material e intelectual entretanto desenvolvido, mas nem sempre de acesso fácil a um número alargado de fruidores.

## Prémio "Ciência na Escola"

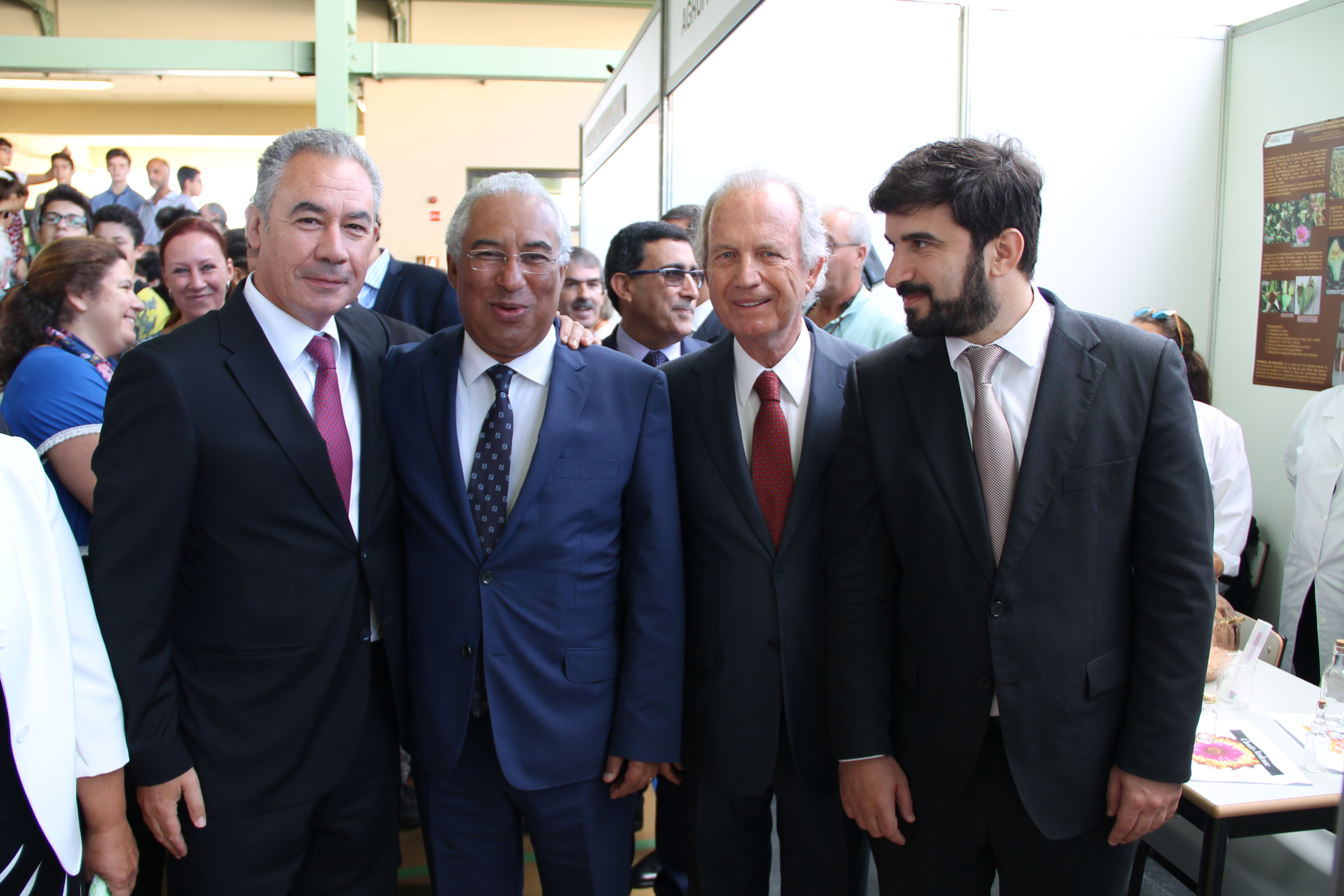
Ricardo Gonçalves, António Costa, Ilídio Pinho e Tiago Brandão Rodrigues na cerimónia de entrega dos Prémios Ciência na Escola, em Pinhal Novo, em 2016

Aquela que é a mais emblemática das iniciativas da Fundação nasceu do cruzamento de duas das mais fortes paixões do fundador Ilídio Pinho: a ciência como mãe do progresso e os jovens enquanto futuro do país, em homenagem ao filho. A escolha da ciência para ocupar um lugar central na missão da Fundação, esteve ligada ao reconhecimento da sua inquestionável relevância social e económica. O fundador antecipava que a ciência viria a assumir uma preponderância inimaginável no futuro. Futuro para o qual se impunha preparar a próxima geração. Nasceu assim a iniciativa que se veio a tornar central no cumprimento da missão de utilidade pública da Fundação: o Prémio Fundação Ilídio Pinho “Ciência na Escola”.
O que foi então sonhado e pensado não o foi por acaso. Emergiu das dúvidas, expectativas e inquietações de Ilídio Pinho sobre o futuro na sua terra e no seu país.
Preocupava-o muito a insegurança e as dúvidas que sentia nos jovens quanto às escolhas que teriam que fazer e que seriam determinantes em toda a carreira, até porque conhecia bem a inflexibilidade do sistema de ensino em Portugal, que dificultava e penalizava muito qualquer mudança de área científica. E a sua preocupação era acrescida por saber que muitas escolhas eram condicionadas pela desinformação, pelo facilitismo ou pela moda, evitando as áreas de formação ligadas às ciências exatas e naturais de que o país mais estava carenciado: engenharia, saúde, economia e gestão, entre outras. Para Ilídio Pinho, esta era uma situação que urgia combater: era fundamental despertar e estimular o interesse dos jovens para a ciência o mais cedo possível. E isso só poderia ser feito estimulando os professores a assumir esse desafio e alertando as famílias para o seu papel único de ajuda e acompanhamento.
Foi com o objetivo e a firme determinação em contribuir para que fossem encontradas respostas para muitos desses constrangimentos que a Fundação Ilídio Pinho criou o Prémio “Ciência na Escola”. A iniciativa começou por ser um projeto piloto inovador e completamente alinhado com a missão da Fundação. O propósito era simples: lançar, logo após a abertura do ano escolar, um concurso de ideias para projetos de natureza científico-pedagógica nas áreas das ciências, organizado para escalões etários distintos e não deixando de fora o ensino profissional. Essas ideias seriam apresentadas por equipas de alunos lideradas por professores, sendo selecionadas as melhores para desenvolvimento ao longo do ano letivo, em paralelo com as atividades curriculares. Um pouco antes do término do ano letivo, seriam premiados os melhores projetos e equipas, promovendo assim as diferentes áreas das ciências junto dos alunos e das famílias.

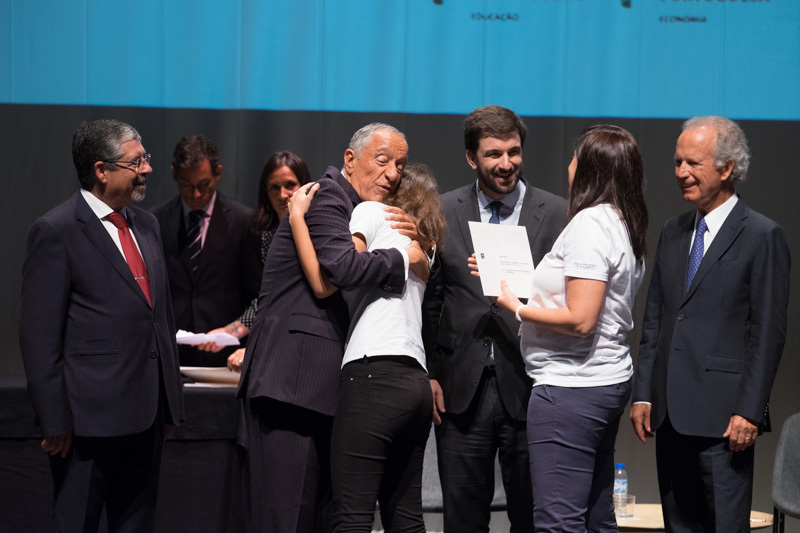
Manuel Machado, Marcelo Rebelo de Sousa, Tiago Brandão Rodrigues e Ilídio Pinho na cerimónia de entrega dos Prémios Ciência na Escola, em Coimbra, em 2017

A entusiástica adesão de professores e alunos, a surpreendente qualidade dos projetos e o impacto da iniciativa, imediatamente reconhecida pelas escolas, desde a primeira hora abraçaram como sua, encorajou a Fundação a prosseguir um caminho árduo, mas ambicioso. Nos anos que se seguiram, o Prémio “Ciência na Escola” foi consolidando a sua presença junto de professores, alunos e escolas de todo o país, continente e ilhas, ocupando um lugar não preenchido no panorama do Ensino Básico e Secundário. O alargamento a Braga e Tâmega, logo na segunda edição dedicada à Química, duplicou o número de projetos, que não mais parou de crescer, atingindo cerca de 700 candidaturas, a partir da 9ª edição no ano letivo de 2010/2011. Nesta altura, o Prémio tinha-se já alargado a todas as regiões do país: Norte, Centro, Lisboa e Vale do Tejo, Alentejo, Algarve, Madeira e Açores. Foram sendo escolhidas diferentes áreas para o concurso, para envolver progressivamente toda a escola, todos os professores, não deixando ninguém de fora nas áreas das ciências: Matemática, Química, Física, Ciências da Terra e da Vida/Biologia.
O rasgar de um novo caminho só foi possível porque a Fundação e o Ministério da Educação e as suas Direções Regionais, que se foram juntando à iniciativa aquando do seu alargamento, souberam dar um enorme alcance ao conceito de parceria e colocá-lo ao serviço do país. Num percurso único, esta parceria, selada por um primeiro protocolo entre a Fundação e o Ministério da Educação, assinado em 4 de março de 2002 com o Ministro da Educação, Júlio Pedrosa, veio a ser renovada através de um segundo protocolo, assinado em 21 de janeiro de 2005 com o Secretário de Estado da Educação, Diogo Feio, um terceiro, assinado em 9 de abril de 2010 com a Ministra da Educação, Isabel Alçada, um quarto e um quinto protocolo, assinados a 18 de Novembro de 2013 e 17 de Setembro de 2015, respetivamente, com o Ministro da Educação, Nuno Crato.
O desenvolvimento do Prémio "Ciência na Escola" foi de tal ordem crescente, que se alargou aos Países Africanos de Língua Oficial Portuguesa, com a participação de Angola, Cabo Verde, Moçambique e São Tomé e Príncipe. 
Em Setembro de 2016 foi assinado um novo protocolo com o Ministério da Economia, através do Secretário de Estado da Indústria, João Vasconcelos, para apoio à criação de Startups, bem como o desenvolvimento empresarial de novos projetos.
O Prémio “Ciência na Escola” tem ajudado Portugal a desenvolver uma cultura científica inovadora, através das escolas. Os professores e os alunos tornam-se verdadeiros empresários do conhecimento científico; as escolas abrem-se e integram-se na comunidade que as envolve, com o objetivo de a servir como motores do conhecimento científico, fazendo parcerias com autarquias, empresas, universidades e os seus centros de investigação; os alunos abraçam com entusiasmo a formação interdisciplinar, concebendo e aplicando, novos projetos inovadores; os projetos geram sinergias criativas, na formação dos alunos e dos parceiros, com quem partilham o sentido inovador. As universidades e as empresas estão a usufruir do contributo da cultura inovadora dos jovens e dos professores, envolvendo-as nos seus ecossistemas de Inovação e Empreendimento. 
Deste modo, os jovens saem da escola a saber muito melhor qual é a sua vocação e preparam-se, estruturalmente, desde as suas raízes, para responder aos desafios do futuro. Fica feita, assim, a integração nacional da ciência criadora, desde o sistema escolar, básico e secundário, ao ensino superior e à investigação, até à sua utilização económica no tecido empresarial. 
Criam-se, assim, condições para se promover um upgrade da cultura científica em Portugal, em que as escolas beneficiem do valor da propriedade intelectual, as instituições do ensino superior valorizem os serviços do seu ecossistema científico, em proximidade com as empresas, e estas possam lançar-se para uma nova economia da base científica. 
A 9 de Janeiro de 2019, no Pavilhão Carlos Lopes, em Lisboa, foi assinado um novo “Acordo de Colaboração” com os Ministérios da Economia e da Educação, onde veio consubstanciar um passo em frente ao alargar a todas as escolas do país o desenvolvimento da cultura científica e do empreendedorismo. A partir da 16ª edição (ano letivo de 2018/19), o Ministério da Educação, liderado por Tiago Brandão Rodrigues, passa a financiar os subsídios de desenvolvimento das ideias iniciais apresentadas a concurso e selecionadas para passarem a projetos, o que permite consolidar a parceria com o Ministério da Educação e reforçar os Prémios Finais que a Fundação Ilídio Pinho atribui, fazendo-os chegar a todas os projetos presentes na Mostra Nacional.

No ano letivo 2018/2019 o Prémio Fundação Ilídio Pinho "Ciência na Escola" atingiu as 1390 ideias a concurso apresentadas, representando um crescimento de mais de 3000% desde a data da sua criação. 